# Solvolyse
Solvolyse is in het algemeen een reactie met een oplosmiddel waarbij één of meer chemische bindingen in het reagerende opgeloste deeltje verbroken worden. Niet alleen met het oplosmiddel, maar ook met één der volgende ionen kan de solvolyse-reactie plaatsvinden:
- het positieve ion dat is ontstaan nadat een oplosmiddelmolecuul een H+ ion heeft gebonden. Het H3O+ ion in water als oplosmiddel bijvoorbeeld.
- Het negatieve ion dat is ontstaan nadat een oplosmiddelmolecuul een H+ ion heeft afgestaan. Bijvoorbeeld het C2H5O− ion in ethanol.

De term solvolyse wordt met name gebruikt bij substitutie-, eliminatie- en fragmentatiereacties waarbij een oplosmiddelmolecuul als nucleofiel deeltje deelneemt.
Sommige solvolyses met een specifiek nucleofiel hebben een eigen naam: hydrolyse is solvolyse met water als nucleofiel; ammonolyse met ammoniak; alcoholyse met alcohol, enz.